# Cornularia cornucopiae
Cornularia cornucopiae är en korallart som först beskrevs av Peter Simon Pallas 1766.  Cornularia cornucopiae ingår i släktet Cornularia och familjen Cornulariidae. Inga underarter finns listade i Catalogue of Life.

## Bildgalleri

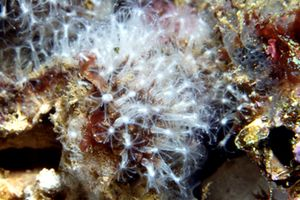